# Román Yocupicio Valenzuela
Román Yocupicio Valenzuela (Masiaca, municipio de Navojoa, Sonora, 28 de febrero de 1890-Navojoa, 4 de septiembre de 1950) fue un general de División mexicano que intervino en la Revolución mexicana, y se desempeñó como presidente municipal de Navojoa y gobernador de Sonora.
Sus padres fueron Paulina Valenzuela y Juan Yocupicio. Se casó con Teresa Alcaraz Moroyoqui, en Navojoa, el 15 de abril de 1921.
Fue presidente municipal de Navojoa, Sonora, durante un año, del 16 de septiembre de 1921 al 15 de septiembre de 1922. Se desempeñó como gobernador de Sonora del 4 de enero de 1937 al 31 de agosto de 1939. Impulsó la pequeña propiedad agrícola en su entidad natal.
Se afirma que Román Yocupicio sostuvo una relación política con Heinrich Northe, primer secretario de la legación alemana en México, según un informe confidencial preparado por el general mexicano Heriberto Conrado Meili para la Secretaría de Gobernación. Northe se había unido el 1 de marzo de 1935 al Partido Nacionalsocialista Obrero Alemán (en alemán, Nationalsozialistische Deutsche Arbeiterpartei, NSDAP), conocido coloquialmente como Partido Nazi. Este partido estuvo activo en Alemania de 1920 a 1945, y su ideología fue el nacionalsocialismo o nazismo. Su predecesor fue el Partido Obrero Alemán (DAP), que existió en 1919 y 1920. Luego de completar su formación como agregado, fue primer secretario de las misiones diplomáticas en México desde julio de 1935. En esta función se preocupó de la estructura económica, escolar y social de la minoría alemana en México al comienzo de la era nacionalsocialista.
Durante su mandato como gobernador de Sonora, Román Yocupicio Valenzuela se destacó por su apoyo a la pequeña propiedad agrícola y por impulsar programas de desarrollo rural en la entidad. Su gobierno estuvo enfocado en mejorar las condiciones de vida de los campesinos y en fomentar la producción agrícola y ganadera en la región.
Para lograr tales objetivos, Román Yocupicio implementó medidas como la creación de cooperativas agrícolas y la distribución de tierras entre los campesinos. Además, trabajó en estrecha colaboración con las autoridades locales y las organizaciones campesinas para promover el desarrollo rural y mejorar la calidad de vida de la población rural.
A pesar de sus esfuerzos por mejorar la situación de los campesinos, la administración de Román Yocupicio, quien llegó a la gubernatura con el respaldo de la Iglesia católica y los grandes terratenientes del sur del estado, no estuvo exenta de conflictos. Durante su mandato, surgieron tensiones entre los grupos de campesinos que luchaban por la propiedad de las tierras y los grandes terratenientes que querían mantener sus propiedades. Además, Román Yocupicio tuvo que enfrentar la oposición de algunos sectores de la sociedad que se oponían a sus políticas agrícolas y al apoyo que brindaba a los campesinos.
En el Valle del Mayo, se opuso a la creación de ejidos, y les comunicó a los indios mayos que les daría títulos de propiedad de pequeñas propiedades, lo cual hizo, a diferencia de la creación de ejidos (propiedad colectiva) que el presidente Lázaro Cárdenas implementó en el Valle del Yaqui, en 1937.
A pesar de estos obstáculos, Román Yocupicio siguió trabajando por mejorar la situación de los campesinos y por impulsar el desarrollo rural en Sonora. Su legado como gobernador de la entidad sigue siendo recordado y reconocido por su compromiso con la pequeña propiedad agrícola y por su labor en beneficio de los campesinos de Sonora.